# 윌리엄 A. 로버트슨
윌리엄 앨런 로버트슨(영어: William Allen Robertson, 1837년 10월 22일~1899년 10월 26일)은 미국의 정치인으로 제17대 루이지애나주 부지사이다.

## 학력
- 루이지애나 대학교

## 경력
- 1871 ~ 1884 루이지애나 세인트랜드리 패리시 상원의원
- 1881.10 ~ 1881.12 제34대 루이지애나 상원의장
- 1881.10 ~ 1881.12 제17대 루이지애나 부지사